# Jean Bottéro
Jean Bottéro (* 30. August 1914 in Vallauris, Département Alpes-Maritimes; † 15. Dezember 2007 in Gif-sur-Yvette, Département Essonne) war ein französischer Altorientalist. Er hatte von 1958 bis 1982 einen Lehrstuhl für Assyriologie an der École pratique des hautes études (EPHE) inne.

## Leben und Wirken
Jean Bottéro wuchs als Sohn eines Handwerkers im katholischen Milieu in Südfrankreich auf. Er trat mit 11 Jahren in das Kleine Seminar in Nizza ein. Als Schüler lernte er Latein und Griechisch, befasste sich mit antiker und mittelalterlicher Philosophie sowie mit französischer und europäischer Literatur. Nach dem Baccalauréat trat er dem Dominikanerorden bei und lebte ab 1932 im Kloster von Saint-Maximin-la-Sainte-Baume in der Provence.
Durch seinen Orden kam er mit Pater Marie-Joseph Lagrange in Kontakt, der 1938 die École biblique in Jerusalem gründete und Bottéros Interesse für die Zivilisationen des Alten Orients weckte. Der Plan eines eigenen Aufenthalts in Jerusalem wurde durch den Ausbruch des Zweiten Weltkriegs verhindert. 1940 wurde Bottéro mit einer Arbeit zum Problem der individuellen Vergeltung in der Religion Israels anhand des Buches Prediger promoviert. Im Dominikanerkonvent von Saint-Maximin lehrte er griechische Philosophie, Hebräisch und Bibelexegese. Seine Interpretation der Texte des Alten Testaments als historische Texte brachte ihn aber zunehmend in Konflikt mit den Autoritäten der Dominikaner, was schließlich 1950 zu seinem Austritt aus dem Orden führte.
Von 1947 bis 1958 arbeitete Bottéro als Forschungsbeauftragter am Centre national de la recherche scientifique (CNRS). Parallel studierte er bei René Labat an der École pratique des hautes études (EPHE) Altorientalistik. Er lernte Akkadisch und Keilschrift und übersetzte den Codex Hammurapi in Französische. Bottéro gehört seit 1949 zum Team, das die in Mari am mittleren Euphrat geborgenen königlichen Keilschriftarchive aufarbeitet. Ab 1953 übernahm er selbst erste Lehrveranstaltungen am Lehrstuhl Labats. Zusätzlich zu diesem wurde 1958 für Bottéro ein zweiter Lehrstuhl für Assyriologie in der historisch-philologischen Sektion der EPHE geschaffen. Dort amtierte er bis 1982 als directeur d’études. Auch nach seiner Emeritierung hielt er noch bis 1990 sein wöchentliches Seminar.
Zusammen mit Elena Cassin und Jean Vercoutter gab Bottéro die Bände 2 bis 4 der Fischer Weltgeschichte heraus (erschienen 1965–1967), die sich mit der altorientalischen Welt beschäftigten.

## Schriften
- La religion babylonienne. PUF, Paris 1952.
- Mythe et rite de Babylone. Honoré Champion, Paris 1985.
- Naissance de Dieu. La Bible et l’historien. Gallimard, Paris 1986.
- Mésopotamie. L’écriture, la raison et les dieux. Gallimard/NRF, 1987.
- mit Samuel Noah Kramer: Lorsque les dieux faisaient l’homme. Mythologie mésopotamienne. Gallimard, Paris 1989.
- Initiation à l’Orient ancien. De Sumer à la Bible. Le Seuil, Paris 1992.
- als Hg. und Übers.: L’épopée de Gilgamesh. Le grand homme qui ne voulait pas mourir. (Reihe "L’aube des peuples"), Gallimard, Paris 1992, ISBN 2-07-072583-9.
- mit Marie-Joseph Stève: Il était une fois la Mésopotamie. Reihe "Découvertes Gallimard" (n° 191), Gallimard, Paris 1993.
- Babylone, à l’aube de la notre culture. Reihe "Découvertes Gallimard" (n° 230), Gallimard, Paris 1994 (ISBN 2-07-053255-0).
- Babylone et la Bible. Entretiens avec Hélène Monsacré. Les Belles Lettres, Paris 1994.
- mit Jean-Pierre Vernant und Clarisse Herrenschmidt: L’Orient ancien et nous. L’écriture, la raison et les dieux. Albin Michel, Paris 1996.
- mit Joseph Moingt und Marc-Alain Ouaknin: La plus belle histoire de Dieu. Qui est le dieu de la Bible? Le Seuil, Paris 1997.
- La plus vieille religion: en Mésopotamie. Gallimard, Paris 1998.
- La plus vieille cuisine du monde. Louis Audibert, Paris 2002 (ISBN 2-84749-000-0).
- Au commencement étaient les dieux. Présentation de Jean-Claude Carrière, Paris 2004.